# Ampuero
Ampuero és un municipi i capital municipal de la comarca de l'Asón, a la Comunitat Autònoma de Cantàbria. Limita amb els municipis de Limpias, Liendo, Voto, Guriezo i Rasines. La seva localització estratègica al centre de la Comarca de l'Asón-Agüera l'ha elevat a capital de comarca, i disposa d'importants serveis i d'un polígon industrial en les seves proximitats.
Aquest municipi té diversos atractius com són la pesca de truita i salmó (i la respectiva gastronomia), i la festa de la Virgen Niña, declarada d'interès turístic regional.

## Localitats
- Ahedo.
- Alisas.
- Ampuero (Capital).
- La Aparecida.
- La Bárcena.
- Bernales.
- Bulco.
- El Camino.
- Cerbiago.
- Coterillo.
- Las Entradas.
- Las Garmillas.
- Hoz de Marrón.
- Marrón.
- El Perujo.
- Pieragullano.
- Rascón.
- Regada.
- Rocillo.
- Santisteban.
- Solamaza.
- Tabernilla.
- Udalla.
- Vear de Udalla.

## Demografia
| 1900  | 1910  | 1920  | 1930  | 1940  | 1950  | 1960  | 1970  | 1980  | 1990  | 2000  | 2005  |
| ----- | ----- | ----- | ----- | ----- | ----- | ----- | ----- | ----- | ----- | ----- | ----- |
| 3.006 | 3.624 | 3.547 | 3.846 | 4.159 | 4.117 | 3.581 | 3.382 | 3.162 | 3.404 | 3.491 | 3.682 |

Font: INE

## Fills il·lustres
- Juan Manuel Santisteban Lapeire (1944 - 1976) ciclista.